# Joseph de Malaret
Joseph de Malaret, est un homme politique français né le 8 août 1770 à Toulouse et mort le 10 janvier 1846 dans la même ville.

## Biographie
Joseph-François-Magdelaine de Malaret est le fils de Joseph de Malaret, seigneur de Fonbeauzard, lieutenant-colonel d'infanterie au régiment de Piémont, chevalier de l'ordre royal et militaire de Saint-Louis, et de Rose-Françoise de Beynaguet de Saint-Pardoux.
Émigré sous la Révolution française, il rentre sous le Consulat et devient membre du conseil d'administration des hospices de Toulouse. Maire de Toulouse de 1811 à 1815, il est député de la Haute-Garonne pendant les Cent-Jours, puis de 1830 à 1831 et de 1835 à 1837, siégeant dans la majorité soutenant la Monarchie de Juillet. Il est pair de France de 1839 à 1846.
Marié à Félicité d'Esparbès de Lussan, fille du général Louis François d'Esparbès de Lussan et de Thoriba Varanchan de Saint-Geniès, il est le beau-père d'Alphonse Martin d'Ayguesvives et le grand-père de l'ambassadeur Paul d'Ayguesvives de Malaret et de Jacques Auguste d'Ayguesvives.

## Postérité
À Toulouse, il donne son nom à la rue Joseph-de-Malaret.

## Sources
- « Joseph de Malaret », dans Adolphe Robert et Gaston Cougny, Dictionnaire des parlementaires français, Edgar Bourloton, 1889-1891 [détail de l’édition]